# 嘉島典俊
嘉島 典俊（かしま のりとし、1973年2月22日 - ）は静岡県出身の日本の俳優。以前の芸名に「櫻 光洋」、「白龍光洋」（〜1988年まで）、「片桐光洋」（1989年〜）がある。
6歳で初舞台を踏む。「チビ玉」の愛称で呼ばれた。
芝居では空間表現を得意とし、殺陣では圧をかけたリズミカルで華麗な立ち廻りが定評。
2004年には国際芸術文化賞を受賞している。
2024年、芸道四十五周年を迎えた。
2025年9月17日『復活！嘉島まつり』一夜限りの公演決定
　　　（株）HOUEI KIKAKU 所属

## 出演

### 舞台
- 嘉島典俊特別公演（1987年〜2019年）里見浩太朗特別公演、杉良太郎特別公演、萬屋錦之介公演（鬼と人）、芦屋雁之助公演（珍説・忠臣蔵）、

　藤田まこと公演（必殺仕事人）、サクラ大戦　第九回スーパー歌謡ショウ「新・青い鳥」（2005年8月）
- スーパー歌舞伎II ワンピース（2015年10-11月新橋演舞場、2016年2月大阪松竹座、3月博多座、2017年10-11月演舞場） - ブルック／赤犬サカズキ 役[2]
- スーパー歌舞伎II ワンピース（2018年4月大阪松竹座、5月御園座） - ウソップ／赤犬サカズキ 役
- 新作歌舞伎「NARUTO」（2018年8月　新橋演舞場） - はたけカカシ 役
- 新作歌舞伎「NARUTO」（2019年6月　南座） - はたけカカシ 役
- スーパー歌舞伎II　新版「オグリ」（2019年10.11月 新橋演舞場、2020年2月博多座） - 高倉久麿 役、黒姫 役、蒲公英 役
- 2022年3月4月 新橋演舞場、御園座、松竹座、他「毒薬と老嬢」オハラ役
- 2022年11月12日〜22日月 京都南座11月25日26日 広島HBC学園ホール 「波濤を越えて」武蔵坊弁慶役

- 市川猿之助奮闘歌舞伎公演（2023年5月3日 - 28日、明治座）[3]不死鳥よ 波濤を越えて ―平家物語異聞― - 監物為春 役、御贔屓繋馬 - 猪熊入道雷雲 役

- 新・水滸伝（2023年8月5日～27日、歌舞伎座）（2023年9月3日～24日、京都南座） 時 遷 役
- 華の花魁絵巻「江戸の吉原風情を令和に」（2023年11月4日）次郎左衛門役、幇間役、与之助役
- スーパー歌舞伎『ヤマトタケル』（2024年2月3月新橋演舞場）（2024年5月御園座）（2024年6月松竹座）（2024年10月博多座）犬神の使者、琉球の踊り子、新朝臣役
- 『毒薬と老嬢』三越劇場にて”オハラ巡査役”出演　2025年3月27日～4月4日

### 映画
- 夢千代日記（1985年）
- パンツの穴 花柄畑でインプット（1985年）
- Doki Doki ヴァージン もういちど I LOVE YOU（1990年）
- 米百俵 小林虎三郎の天命（1993年）
- 幕末渡世異聞月太郎流れ雲
- Beauty うつくしいもの（2008年） - 木下政男 役
- エクレール・お菓子放浪記（2011年）
- カツベン!（2019年12月） - 尾上松之助 役

### テレビドラマ
- 長七郎江戸日記（NTV・ユニオン映画）
  - 第1シリーズ スペシャル2「長七郎立つ!江戸城の対決」（1984年10月） - 中村玉三郎 役
  - 第1シリーズ 第62話「ふたり玉三郎」（1985年5月） - 中村玉三郎・虎之助（二役）
  - 第3シリーズ 第13話「兄妹芝居涙の花道」（1991年1月） - 花本小三郎 役
- 水戸黄門（TBS・C.A.L）
  - 第15部 第8話「母恋し 五木の子守唄 -熊本-」（1985年3月18日） - 竜太郎 役
  - 第25部 第23話「帰らぬ兄は逃亡者 -小松-」（1997年6月2日）- 又平 役
  - 第26部 第24話「秘伝を盗んだ御老公 -関-」（1998年8月3日)　-助次郎 役
  - 第32部 第17話「老公を叱った娘漁師 -磐城-」（2003年12月8日） - 若月誠四郎 役
  - 第34部 第11話「津軽馬鹿塗り 頑固比べ -弘前-」（2005年3月21日） - 清太郎 役
- 花らんまん（1988年、よみうりテレビ） - 一平 役
- 火曜サスペンス劇場「長く暑い夏の一日」（1988年8月、日本テレビ・彩の会）
- 風雲!江戸の夜明け - 小太郎 役
- 花ちりめん（1989年4月-9月放送、よみうりテレビ）
- あばれ八州御用旅第2シリーズ 第13話「檜舞台の罠!旅役者涙の晴れ姿」（1991年、テレビ東京・ユニオン映画）
- 暴れん坊将軍IV 第29話「お役者新さん花の回り舞台!」（1991年、テレビ朝日・東映） - 松千代・坂東竹之助（二役）
- 名奉行 遠山の金さん 第4シリーズ 第11話「殺人者は振り袖の美女」（1992年、テレビ朝日・東映） - 片岡菊弥 役
- お見合いの達人（1994年、TBS） - 工藤実
- 荒木又右衛門 伊賀の決闘（1997年9月10日、フジテレビ） - 渡辺数馬 役
- 剣客商売 第1シリーズ 第9話「天魔」（1998年、フジテレビ / 松竹） - 笹目千代太郎 役
- 大岡越前 第15部 第24話「冤罪」（1999年3月1日、TBS） - 政吉 役
- 御家人斬九郎 第5シリーズ 第6話「捨値五両」（2002年、フジテレビ / 映像京都） - 杉浦格之進 役
- てるてる家族（2004年、NHK） - 森野芳樹 役
- 風林火山（2007年、NHK） - 武田信繁（武田信玄の弟）役
- 正月時代劇 雪之丞変化（2008年1月3日、NHK） - 瓦版売り 役
- まっつぐ 鎌倉河岸捕物控（2010年4月より、NHK）
- 水曜ミステリー9 刑事吉永誠一 涙の事件簿8「虹が消えた交差点」（2011年10月12日、テレビ東京） - 木谷刑事 役
- 酔いどれ小籐次（2013年NHK） - 桂三郎 役
- 軍師官兵衛（2014年、NHK） - 羽柴秀長 役
- 新春ワイド時代劇 大江戸捜査網2015〜隠密同心、悪を斬る!（2015年1月2日、テレビ東京） - 松原裕之介 役
- 伝七捕物帳 第6話（2016年8月19日、NHK BSプレミアム/ユニオン映画） - 留吉 役
- 大富豪同心  第1話（2019年5月10日、NHK BS時代劇） - 豆福 役

## 構成・脚本・演出・振付
- 月夜の一文銭（上州土産百両首より）脚色・演出
- 女剣劇「紲　ーつなぐー」（原点回帰第1弾）作・演出・振付
- 十六夜半次郎（月下の報酬より）脚本
- 藤乃かな特別公演（第二回、第三回、第四回）「豪華絢爛舞踊ショー」構成・演出・振付
- ー泪橋よりー「雪が雨にかわる刻」脚本・演出
- ー長脇差恋しぐれー「泣きの銀次」脚本・演出

## 著書
- 『天に翔ばたく鳥のごとく―役者・嘉島典俊の歩み』（2004年8月16日、彩流社） ISBN 4882028956